# Браян (округ, Оклахома)
Шаблон:StateAbbr_ 33°58′ пн. ш. 96°15′ зх. д. / 33.97° пн. ш. 96.25° зх. д.
Округ  Браян (англ. Bryan County) — округ (графство) у штаті  Оклахома, США. Ідентифікатор округу 40013.

## Історія
Округ утворений 1907 року.

## Демографія
За даними перепису 
2000 року 
загальне населення округу становило 36534 осіб, зокрема міського населення було 13313, а сільського — 23221.
Серед мешканців округу чоловіків було 17810, а жінок — 18724. В окрузі було 14422 домогосподарства, 9943 родин, які мешкали в 16715 будинках.
Середній розмір родини становив 2,98.
Віковий розподіл населення поданий у таблиці:
| Стать    | До 15 років | 15-21 | 22-29 | 30-39 | 40-49 | 50-65 | 65-85 | Понад 85 |
| -------- | ----------- | ----- | ----- | ----- | ----- | ----- | ----- | -------- |
| Чоловіки | 3827        | 2132  | 2061  | 2310  | 2319  | 2790  | 2142  | 229      |
| Жінки    | 3674        | 2064  | 1905  | 2326  | 2466  | 3022  | 2705  | 562      |

## Суміжні округи
- Атока — північ
- Чокто — схід
- Ламар, Техас — південний схід
- Фаннін, Техас — південь
- Грейсон, Техас — південний захід
- Маршалл — захід
- Джонстон — північний захід

## Виноски
1. ↑  U.S. Decennial Census. United States Census Bureau. Архів оригіналу за 26 квітня 2015. Процитовано 18 лютого 2015.
2. ↑  Historical Census Browser. University of Virginia Library. Архів оригіналу за 11 серпня 2012. Процитовано 18 лютого 2015.
3. ↑  Forstall, Richard L., ред. (27 березня 1995). Population of Counties by Decennial Census: 1900 to 1990. United States Census Bureau. Архів оригіналу за 19 лютого 2015. Процитовано 18 лютого 2015.
4. ↑  Census 2000 PHC-T-4. Ranking Tables for Counties: 1990 and 2000 (PDF). United States Census Bureau. 2 квітня 2001. Архів оригіналу (PDF) за 18 грудня 2014. Процитовано 18 лютого 2015.
5. ↑  State & County QuickFacts. United States Census Bureau. Архів оригіналу за 7 липня 2011. Процитовано 8 листопада 2013. [Архівовано 2011-06-06 у Wayback Machine.](англ.) Наведено за англійською вікіпедією.
6. ↑  American FactFinder. Бюро перепису населення США. Архів оригіналу за 26 лютого 2012. Процитовано 31 січня 2008. [Архівовано 2008-05-21 у Wayback Machine.]

| США | Це незавершена стаття з географії США. Ви можете допомогти проєкту, виправивши або дописавши її. |